# قائمة أنواع الإشقيل
يوجد عشرات الأنواع من جنس الإشقيل:	 
- إشقيل أخضر (الاسم العلمي: Scilla viridis)
- إشقيل أخضر الأوراق (الاسم العلمي: Scilla viridiflora)
- إشقيل أدنى (الاسم العلمي: Scilla minima)
- إشقيل أشعث (الاسم العلمي: Scilla villosa)
- إشقيل ألباني (الاسم العلمي: Scilla albanica)
- إشقيل بصيلي (الاسم العلمي: Scilla bulbosa)
- إشقيل بلغاري (الاسم العلمي: Scilla bulgarica)
- إشقيل بوسي (الاسم العلمي: Scilla bussei)
- إشقيل بيروفي (الاسم العلمي: Scilla peruviana)
- إشقيل ثنائي الأوراق (الاسم العلمي: Scilla bifolia)
- إشقيل جنوبي (الاسم العلمي: Scilla australis)
- إشقيل رملي (الاسم العلمي: Scilla arenaria)
- إشقيل سيبيري (الاسم العلمي: Scilla siberica)
- إشقيل صخري (الاسم العلمي: Scilla rupestris)
- إشقيل صغير (الاسم العلمي: Scilla nana)
- إشقيل ضوئي (الاسم العلمي: Scilla lucis)
- إشقيل قيليقي (الاسم العلمي: Scilla cilicica)
- إشقيل كردي (الاسم العلمي: Scilla kurdistanica)
- إشقيل كريتي (الاسم العلمي: Scilla cretica)
- إشقيل لبناني (الاسم العلمي: Scilla libanotica)
- إشقيل ما بين النهرين (الاسم العلمي: Scilla mesopotamica)
- إشقيل مختلط (الاسم العلمي: Scilla mixta)
- إشقيل هرمي (الاسم العلمي: Scilla pyramidalis)
- - - (الاسم العلمي: Scilla achtenii)
- - - (الاسم العلمي: Scilla amoena)
- - - (الاسم العلمي: Scilla andria)
- - - (الاسم العلمي: Scilla antunesii)
- - - (الاسم العلمي: Scilla asperifolia)
- - - (الاسم العلمي: Scilla axillaris)
- - - (الاسم العلمي: Scilla baumiana)
- - - (الاسم العلمي: Scilla begoniifolia)
- - - (الاسم العلمي: Scilla benguellensis)
- - - (الاسم العلمي: Scilla berthelotii)
- - - (الاسم العلمي: Scilla bithynica)
- - - (الاسم العلمي: Scilla buchananii)
- - - (الاسم العلمي: Scilla chlorantha)
- - - (الاسم العلمي: Scilla ciliata)
- - - (الاسم العلمي: Scilla congesta)
- - - (الاسم العلمي: Scilla cydonia)
- - - (الاسم العلمي: Scilla dimartinoi)
- - - (الاسم العلمي: Scilla dschurensis)
- - - (الاسم العلمي: Scilla dualaensis)
- - - (الاسم العلمي: Scilla engleri)
- - - (الاسم العلمي: Scilla filiformis)
- - - (الاسم العلمي: Scilla flaccidula)
- - - (الاسم العلمي: Scilla forbesii)
- - - (الاسم العلمي: Scilla gabunensis)
- - - (الاسم العلمي: Scilla gracillima)
- - - (الاسم العلمي: Scilla haemorrhoidalis)
- - - (الاسم العلمي: Scilla hildebrandtii)
- - - (الاسم العلمي: Scilla huanica)
- - - (الاسم العلمي: Scilla hyacinthoides)
- - - (الاسم العلمي: Scilla ingridiae)
- - - (الاسم العلمي: Scilla jaegeri)
- - - (الاسم العلمي: Scilla kamas)
- - - (الاسم العلمي: Scilla katendensis)
- - - (الاسم العلمي: Scilla kestilana)
- - - (الاسم العلمي: Scilla lakusicii)
- - - (الاسم العلمي: Scilla latifolia)
- - - (الاسم العلمي: Scilla laxiflora)
- - - (الاسم العلمي: Scilla ledienii)
- - - (الاسم العلمي: Scilla leepii)
- - - (الاسم العلمي: Scilla lepida)
- - - (الاسم العلمي: Scilla leptophylla)
- - - (الاسم العلمي: Scilla lilio-hyacinthus)
- - - (الاسم العلمي: Scilla litardierei)
- - - (الاسم العلمي: Scilla lochiae)
- - - (الاسم العلمي: Scilla luciliae)
- - - (الاسم العلمي: Scilla macrantha)
- - - (الاسم العلمي: Scilla macrogona)
- - - (الاسم العلمي: Scilla madeirensis)
- - - (الاسم العلمي: Scilla melaina)
- - - (الاسم العلمي: Scilla merinoi)
- - - (الاسم العلمي: Scilla messeniaca)
- - - (الاسم العلمي: Scilla mischtschenkoana)
- - - (الاسم العلمي: Scilla monanthos)
- - - (الاسم العلمي: Scilla monophyllos)
- - - (الاسم العلمي: Scilla morrisii)
- - - (الاسم العلمي: Scilla nervosa)
- - - (الاسم العلمي: Scilla odorata)
- - - (الاسم العلمي: Scilla ondongensis)
- - - (الاسم العلمي: Scilla oubangluensis)
- - - (الاسم العلمي: Scilla paui)
- - - (الاسم العلمي: Scilla petersii)
- - - (الاسم العلمي: Scilla petiolata)
- - - (الاسم العلمي: Scilla platyphylla)
- - - (الاسم العلمي: Scilla radnensis)
- - - (الاسم العلمي: Scilla ramburei)
- - - (الاسم العلمي: Scilla reuteri)
- - - (الاسم العلمي: Scilla rosenii)
- - - (الاسم العلمي: Scilla sardensis)
- - - (الاسم العلمي: Scilla schweinfurthii)
- - - (الاسم العلمي: Scilla seisumsiana)
- - - (الاسم العلمي: Scilla simiarum)
- - - (الاسم العلمي: Scilla sodalicia)
- - - (الاسم العلمي: Scilla spetana)
- - - (الاسم العلمي: Scilla strangwaysii)
- - - (الاسم العلمي: Scilla taurica)
- - - (الاسم العلمي: Scilla tayloriana)
- - - (الاسم العلمي: Scilla textilis)
- - - (الاسم العلمي: Scilla tmoli)
- - - (الاسم العلمي: Scilla uyuiensis)
- - - (الاسم العلمي: Scilla verdickii)
- - - (الاسم العلمي: Scilla verna)
- - - (الاسم العلمي: Scilla voethorum)
- - - (الاسم العلمي: Scilla welwitschii)
- - - (الاسم العلمي: Scilla werneri)
- - - (الاسم العلمي: Scilla xanthobotrya)
- - - (الاسم العلمي: Scilla zebrina)